# Poets' Corner
Poets' Corner (en español: 'Rincón de los poetas') es el nombre dado tradicionalmente a una sección del transepto sur de la abadía de Westminster debido al gran número de poetas, autores de teatro y escritores que allí están enterrados o se les rinde homenaje.
El primer poeta enterrado en Poets' Corner fue Geoffrey Chaucer en 1400 y a través de los siglos la costumbre de enterrar u homenajear allí a aquellos que han engrandecido a la cultura británica ha ido en aumento.

## Historia

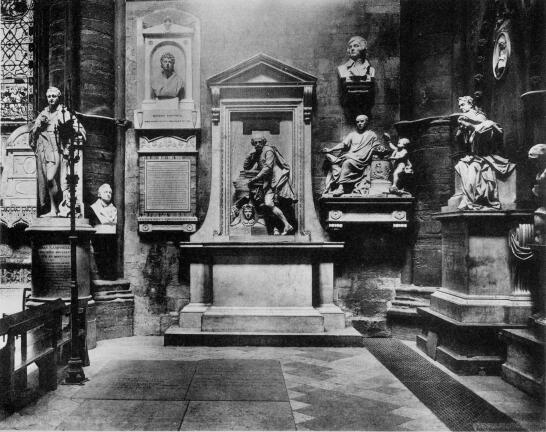
En el centro, monumento en Poets' Corner a William Shakespeare

Geoffrey Chaucer, considerado el poeta inglés más importante de la Edad Media, falleció en el año 1400 y fue enterrado en el transepto sur de la abadía de Westminster debido más a su posición de jefe de obras que a sus méritos literarios. Sin embargo, la construcción por parte del artista Nicholas Brigham de una magnífica tumba para albergar los restos de Chaucer en 1556 y el entierro en las proximidades del también poeta Edmund Spenser en 1599, inauguró una costumbre que todavía perdura. La zona también alberga las tumbas de algunos canónigos y deánes de la abadía así como la sepultura de Thomas Parr quien, según cuentan, murió a los 152 años de edad después de haber visto pasar a diez monarcas por el trono. Pero la inmensa mayoría de los allí enterrados u homenajeados son personas relacionadas con el mundo de las letras.
El entierro o conmemoración en la abadía no siempre ocurre inmediatamente después de la muerte del artista. Lord Byron, por ejemplo, genial poeta que gozó de gran fama pero de vida un tanto escandalosa para la época, murió en 1824 aunque no le fue concedido un memorial en Poets' Corner hasta 1969. Incluso William Shakespeare, enterrado en Stratford-upon-Avon en 1616, no fue honrado con un monumento hasta 1740 cuando una obra del artista William Kent fue erigida en Poets' Corner.  
Samuel Horsley, Deán de Westminster en 1796, rehusó con acritud la petición de la actriz Kitty Clive de ser enterrada en la abadía:  
"¡Si no ponemos un freno a esta teatral ambición por un mortuorio de la fama, pronto convertiremos la Abadía de Westminster en poco más que una green room gótica!"
Algunas de los enterramientos de Poets' Corner tienen también erigidos algún tipo de monumento conmemorativo aunque no necesariamente se encuentre en el mismo emplazamiento que la tumba. En algunos casos, tales como Joseph Addison, el enterramiento tuvo lugar en algún lugar de la abadía y posteriormente se le erigió un monumento en el Rincón de los Poetas. En otros casos, aunque se haya hecho una petición formal para que alguien sea enterrado en Poetas' Corner, el cuerpo acaba sepultado en un lugar distinto de la abadía como ocurrió con Edward Bulwer Lytton. También sucede que algunas sepulturas albergan el cuerpo íntegro y otras, tras haber sido el cuerpo incinerado, sólo contienen las cenizas. Y en al menos dos casos, los de Rowe y Gay, los cuerpos fueron trasladados de Poets' Corner a otro lugar de Westminster debido al descubrimiento de unas antiguas pinturas en la pared que se encontraba tras ellos.

## Tipos de homenaje
Los homenajes en Poets' Corner pueden ser de diferentes maneras. Algunos son simples placas de piedra en el suelo con un nombre y una inscripción grabada en ella, otros están más elaborados con bajo-relieves y colgados de la pared y otros incluso son monumentos labrados en piedra o bustos conmemorativos del personaje. 
Algunas veces son homenajes en grupo como los casos de las Hermanas Brontë (encargado en 1939 pero no llevado a cabo hasta 1947 debido a la guerra), el de los 16 poetas de la I Guerra Mundial inscritos juntos en una placa conmemorativa de piedra en el suelo o el de los cuatro fundadores del Royal Ballet homenajeados conjuntamente en una placa inaugurada en 2009.
Como comienza a escasear el espacio en suelos y paredes se tomó la decisión de instalar una ventana conmemorativa de cristal tintado donde los nuevos nombres se añaden en placas de vidrio grabadas. Este sistema se inauguró en 1994 con Edward Horton Hubbard y tiene capacidad para albergar hasta 20 inscripciones. Con la inclusión el 25 de septiembre de 2010 de Elizabeth Gaskell hay seis artistas inscritos en la ventana conmemorativa.
Entre los últimos homenajes llevados a cabo en el Rincón de los Poetas se encuentra el realizado el 6 de diciembre de 2011 a Ted Hughes con una placa conmemorativa en el suelo. También, el 22 de noviembre de 2013 y con motivo del 50.º aniversario de su muerte, se inauguró otra placa en el suelo en homenaje al escritor C. S. Lewis.

## Enterramientos
| Imagen                                    | Nombre                    | Nacimiento    | Muerte | Edad        | Detalles | Ocupación                                                         |
| ----------------------------------------- | ------------------------- | ------------- | ------ | ----------- | --- | ----------------------------------------------------------------- |
|                                           | Robert Adam               | 1729          | 1792   | 63          | ... | Arquitecto                                                        |
|                                           | Isaac Barrow              | 1630          | 1677   | 46          | ... | Matemático                                                        |
|                                           | Francis Beaumont          | 1584          | 1616   | 31–32       | Sepulcro sin señas | Dramaturgo                                                        |
| ...                                       | John Beaumont             | 1583          | 1627   | 43–44       | ... | Poeta                                                             |
| ...                                       | William Benson            | desconocido   | 1549   | desconocido | ... | Abad de Westminster                                               |
| Mary Eleanor Bowes y her husby John Lyon. | Mary Eleanor Bowes        | 1749          | 1800   | 51          | Algunas fuentes aseguran que fue enterrada con su vestido para la Corte y todos los accesorios necesarios para una audiencia Real además de una pequeña trompeta de plata. Otros aseguran que está enterrada con su vestido nupcial. | Poeta y dramaturgo                                                |
|                                           | Robert Browning           | 1812          | 1889   | 77          | Su tumba está adyacente a la de Alfred Tennyson. | Poeta y dramaturgo                                                |
|                                           | Richard Busby             | 1606          | 1695   | 88–89       | ... | Maestro de escuela                                                |
|                                           | William Camden            | 1551          | 1623   | 72          | ... | Anticuario e historiador                                          |
|                                           | Thomas Campbell           | 1777          | 1844   | 66          | Funeral 3 de julio de 1844. | Poeta                                                             |
| ...                                       | Henry Francis Cary        | 1772          | 1844   | 72          | Funeral 14 de agosto de 1844. | Autor y traductor                                                 |
|                                           | Isaac Casaubon            | 1559          | 1614   | 55          | ... | Maestro                                                           |
|                                           | William Chambers          | 1723          | 1796   | 75          | ... | Arquitecto                                                        |
|                                           | Geoffrey Chaucer          | c. 1343       | 1400   | 56–57       | Sepulcro sin señas. Erigido monumento conmemorativo | Autor y poeta                                                     |
|                                           | Abraham Cowley            | 1618          | 1667   | 48–49       | ... | Poeta                                                             |
|                                           | Richard Cumberland        | 1732          | 1811   | 79          | ... | Dramaturgo                                                        |
|                                           | William Davenant          | 1606          | 1668   | 62          | ... | Poeta y dramaturgo                                                |
|                                           | John Denham               | 1614 or 1615  | 1669   | 63–65       | Sepulcro sin señas | Poeta                                                             |
|                                           | Charles Dickens           | 1812          | 1870   | 58          | Dickens no dejó instrucciones sobre el lugar en que quería ser enterrado pero dejó dicho que no deseaba ningún tipo de ceremonia funeraria. Sin embargo se le hizo un pequeño sepelio en secreto a tempranas horas de la mañana el 14 de junio de 1870. | Autor                                                             |
|                                           | Michael Drayton           | 1563          | 1631   | 67–68       | Muerto en Londres. Se erigió un monumento encargado por la condesa de Dorset, con una líneas de dedicatoria atribuidas a Ben Jonson. | Poeta                                                             |
|                                           | John Dryden               | 1631          | 1700   | 68          | Sepulcro sin señas. Erigido un monumento. | Poeta y dramaturgo                                                |
| ...                                       | Adam Fox                  | 1883          | 1977   | 93–94       | ... | Profesor de poesía en Oxford Canónigo de la abadía de Westminster |
|                                           | David Garrick             | 1717          | 1779   | 61          | ... | Dramaturgo                                                        |
|                                           | John Gay                  | 1685          | 1732   | 47          | ... | Poeta y dramaturgo                                                |
|                                           | William Gifford           | 1756          | 1826   | 70          | ... | Poeta y editor                                                    |
|                                           | George Grote              | 1794          | 1871   | 76          | ... | Historiador                                                       |
|                                           | Richard Hakluyt           | c.1552        | 1616   | 63–64       | ... | Autor                                                             |
|                                           | Georg Friedrich Händel    | 1685          | 1759   | 74          | ... | Compositor                                                        |
|                                           | Thomas Hardy              | 1840          | 1928   | 87          | El funeral de Hardy el 16 de enero de 1928 fue motivo de controversia debido a que el autor había quedado dicho que deseaba ser enterrado en Stinsford, junto a la tumba de su primera mujer, Emma. Sin embargo su albacea, Sydney Carlyle Cockerell, insistió en que Hardy debía estar en Poets' Corner. Finalmente se alcanzó un acuerdo en el que el corazón del artista sería enterrado junto a Emma y sus cenizas depositadas en Westminster. | Autor y poeta                                                     |
|                                           | Henry Irving              | 1838          | 1905   | 67          | ... | Actor                                                             |
|                                           | Dr Samuel Johnson         | 1709          | 1784   | 75          | ... | Autor, poeta y lexicógrafo                                        |
|                                           | Rudyard Kipling           | 1865          | 1936   | 70          | ... | Autor y poeta                                                     |
| ...                                       | Nicholas Litlington       | antes de 1315 | 1386   | 70+         | ... | Abad de Westminster                                               |
|                                           | Thomas Macaulay           | 1800          | 1859   | 59          | Funeral público, 9 de enero de 1860. | Poeta e historiador                                               |
|                                           | James Macpherson          | 1736          | 1796   | 59          | ... | Autor y poeta                                                     |
|                                           | John Masefield            | 1878          | 1967   | 88          | Siguiendo sus deseos fue incinerado y sus cenizas depositadas en Poets' Corner | Poeta y autor                                                     |
| ...                                       | Robert Moray              | 1608/9        | 1673   | 63–65       | Sepulcro sin señas | Estadista y filósofo                                              |
|                                           | Gilbert Murray            | 1866          | 1957   | 91          | ... | Traductor y maestro                                               |
|                                           | Laurence Olivier          | 1907          | 1989   | 82          | ... | Actor                                                             |
|                                           | Thomas Parr               | 1483          | 1635   | 152         | ... | Supuestamente el inglés más longevo.                              |
|                                           | Matthew Prior             | 1664          | 1721   | 57          | Sepulcro sin señas. Erigido monumento conmemorativo | Poeta y diplomático                                               |
|                                           | Nicholas Rowe             | 1674          | 1718   | 44          | ... | Dramaturgo y poeta                                                |
|                                           | Charles de Saint-Évremond | 1610          | 1703   | 93          | Sepulcro sin señas. Erigido monumento conmemorativo | Ensayista y crítico literario                                     |
|                                           | Richard Brinsley Sheridan | 1751          | 1816   | 64          | ... | Dramaturgo y poeta                                                |
| ...                                       | Robert South              | 1634          | 1716   | 81          | ... | Teólogo y poeta                                                   |
|                                           | Edmund Spenser            | c. 1552       | 1599   | 46–47       | ... | Poeta                                                             |
| ...                                       | Robert Stapylton          | c.1607        | 1669   | 61–62       | ... | Dramaturgo                                                        |
| ...                                       | Mary Steele               | 1678          | 1718   | 40          | ... | Escritor                                                          |
|                                           | Alfred Tennyson           | 1809          | 1892   | 83          | Gran funeral público, 12 de octubre de 1892. Busto. | Poeta                                                             |
|                                           | Connop Thirlwall          | 1797          | 1875   | 78          | ... | Obispo e historiador                                              |
| ...                                       | Thomas Triplet            | 1602          | 1670   | 68          | ... | Canónigo                                                          |
| ...                                       | Owen Tudor                | 1429          | 1501   | 71–72       | ... | Monje de Westminster                                              |
|                                           | Eva Marie Veigel          | 1724          | 1822   | 98          | ... | Bailarina                                                         |

## Homenajes
| Imagen | Nombre                      | Nacimiento | Muerte | Edad        | Año conmemoración | Detalles homenaje                                                                       | Ocupación                         |
| ------ | --------------------------- | ---------- | ------ | ----------- | ----------------- | --------------------------------------------------------------------------------------- | --------------------------------- |
|        | Joseph Addison              | 1672       | 1719   | 47          | 1809              | Estatua                                                                                 | Poeta y ensayista                 |
|        | Christopher Anstey          | 1724       | 1805   | 80          | 1807              | Tablilla de piedra                                                                      | Poeta y autor                     |
|        | Matthew Arnold              | 1822       | 1888   | 65          | 1989              | Placa mural                                                                             | Poeta                             |
|        | Peggy Ashcroft              | 1907       | 1991   | 83          | 2005              | Placa conmemorativa en el suelo                                                         | Actriz                            |
|        | W. H. Auden                 | 1907       | 1973   | 66          | 1974              | Placa conmemorativa en el suelo                                                         | Poeta                             |
|        | Jane Austen                 | 1775       | 1817   | 41          | 1967              | Placa mural                                                                             | Autor                             |
|        | John Betjeman               | 1906       | 1984   | 77          | 1996              | Placa conmemorativa en el suelo                                                         | Poeta y autor                     |
|        | William Blake               | 1757       | 1827   | 69          | 1957              | Busto                                                                                   | Poeta y artista                   |
| ...    | Barton Booth                | 1681       | 1733   | 51–52       | 1772              | Monumento                                                                               | Actor                             |
|        | Charlotte Brontë            | 1816       | 1855   | 38          | 1947              | Tablilla conmemorativa                                                                  | Autor                             |
|        | Anne Brontë                 | 1820       | 1849   | 29          | 1947              | Tablilla conmemorativa                                                                  | Autor                             |
|        | Emily Brontë                | 1818       | 1848   | 30          | 1947              | Tablilla conmemorativa                                                                  | Autor                             |
|        | Elizabeth Browning          | 1806       | 1861   | 55          | 1906              | Placa conmemorativa en el suelo                                                         | Poeta                             |
|        | Fanny Burney                | 1752       | 1840   | 87          | 2002              | Placa en la ventana conmemorativa                                                       | Autor y dramaturgo                |
|        | Robert Burns                | 1759       | 1796   | 37          | 1885              | Busto de John Steell. Inaugurado el 7 de marzo de 1885.                                 | Poeta                             |
|        | Samuel Butler               | 1612       | 1680   | 68          | 1721              | Memorial busto                                                                          | Poeta                             |
|        | Lord Byron                  | 1788       | 1824   | 36          | 1969              | Placa conmemorativa en el suelo                                                         | Poeta                             |
|        | Cædmon                      | fl.657     | fl.680 | desconocido | 1966              | Placa conmemorativa en el suelo                                                         | Poeta                             |
|        | John Campbell               | 1678       | 1743   | 64          | 1749              | Monumento                                                                               | Soldado y noble.                  |
|        | Lewis Carroll               | 1832       | 1898   | 65          | 1982              | Placa conmemorativa en el suelo                                                         | Autor                             |
|        | John Clare                  | 1793       | 1864   | 70          | 1989              | Placa conmemorativa en el suelo                                                         | Poeta                             |
|        | Samuel Taylor Coleridge     | 1772       | 1834   | 61          | 1885              | Memorial busto                                                                          | Poeta                             |
|        | George Eliot                | 1819       | 1880   | 61          | 1980              | Placa conmemorativa en el suelo                                                         | Autor                             |
|        | T. S. Eliot                 | 1888       | 1965   | 76          | 1967              | Placa conmemorativa en el suelo                                                         | Poeta y dramaturgo                |
|        | David Frost                 | 1939       | 2013   | 74          | 2014              | Placa conmemorativa en el suelo                                                         | Reportero, comediante y escritor. |
|        | Elizabeth Gaskell           | 1810       | 1865   | 55          | 2010              | Placa en la ventana conmemorativa                                                       | Novelista                         |
|        | Oliver Goldsmith            | 1728       | 1774   | 45          | 1776              | Tablilla conmemorativa y busto                                                          | Poeta y dramaturgo                |
|        | Adam Lindsay Gordon         | 1833       | 1870   | 36          | 1934              | Memorial busto                                                                          | Poeta                             |
| ...    | John Ernest Grabe           | 1666       | 1711   | 44–45       | 1727              | Monumento                                                                               | Sacerdote y teólogo               |
|        | Thomas Gray                 | 1716       | 1771   | 54          | 1778              | Monumento                                                                               | Poeta e historiador               |
|        | Stephen Hales               | 1677       | 1761   | 83          | 1761              | Monumento                                                                               | Sacerdote y científico            |
|        | Robert Herrick              | 1591       | 1674   | 83          | 1994              | Placa en la ventana conmemorativa                                                       | Poeta                             |
|        | Gerard Manley Hopkins       | 1844       | 1889   | 44          | 1975              | Placa conmemorativa en el suelo                                                         | Poeta                             |
|        | A. E. Housman               | 1859       | 1936   | 77          | 1996              | Placa en la ventana conmemorativa                                                       | Poeta                             |
|        | Ted Hughes                  | 1930       | 1998   | 68          | 2011              | Placa conmemorativa en el suelo junto a T. S. Eliot, una de sus principales influencias | Poeta                             |
|        | Henry James                 | 1843       | 1916   | 72          | 1976              | Placa conmemorativa en el suelo                                                         | Autor                             |
|        | Ben Jonson                  | 1572       | 1637   | 65          | 1723              | Placa mural                                                                             | Dramaturgo y poeta                |
|        | John Keats                  | 1795       | 1821   | 25          | 1954              | Placa mural                                                                             | Poeta                             |
|        | John Keble                  | 1792       | 1866   | 73          | 1873              | Busto                                                                                   | Poeta                             |
|        | D. H. Lawrence              | 1885       | 1930   | 44          | 1985              | Placa conmemorativa en el suelo                                                         | Autor y poeta                     |
|        | Edward Lear                 | 1812       | 1888   | 75          | 1988              | Placa conmemorativa en el suelo                                                         | Autor y poeta                     |
| —      | C. S. Lewis                 | 1898       | 1963   | 64          | 2013              | Placa conmemorativa en el suelo.                                                        | Autor                             |
|        | Jenny Lind                  | 1820       | 1887   | 67          | 1894              | Placa mural y medallón con su retrato.                                                  | Cantante de ópera                 |
|        | Henry Wadsworth Longfellow  | 1807       | 1882   | 75          | 1884              | Busto de Thomas Brock, 1 de marzo de 1884.                                              | Poeta                             |
|        | F. W. Maitland              | 1850       | 1906   | 56          | 2001              | Placa conmemorativa en el suelo                                                         | Historiador                       |
|        | Christopher Marlowe         | 1564       | 1593   | 29          | 2002              | Panel                                                                                   | Dramaturgo y poeta                |
|        | William Mason               | 1724       | 1797   | 72–73       | 1799              | Monumento                                                                               | Poeta                             |
| ...    | Thomas May                  | 1595       | 1650   | 54–56       | 1880              | Placa mural                                                                             | Poeta y dramaturgo                |
|        | John Milton                 | 1608       | 1674   | 65          | 1737              | Monumento                                                                               | Poeta y autor                     |
|        | John Phillips               | 1676       | 1709   | 32          | 1710              | Monumento                                                                               | Poeta                             |
|        | Alexander Pope              | 1688       | 1744   | 56          | 1994              | Panel                                                                                   | Poeta                             |
|        | John Pringle                | 1707       | 1782   | 74          | ...               | Monumento                                                                               | Médico militar                    |
|        | Hannah Pritchard            | 1711       | 1768   | 56–57       | ...               | Monumento. Posteriormente trasladado al triforium.                                      | Actriz                            |
|        | John Ruskin                 | 1819       | 1900   | 80          | 1902              | Retrato redondo en bronce de Onslow Ford.                                               | Poeta y crítico de arte           |
|        | Walter Scott                | 1771       | 1832   | 61          | 1897              | Busto del escultor escocés John Hutchison.                                              | Autor y poeta                     |
|        | Thomas Shadwell             | c.1642     | 1692   | ~50         | c.1700            | Monumento                                                                               | Poeta y dramaturgo                |
|        | William Shakespeare         | 1564       | 1616   | 52          | 1740              | Monumento                                                                               | Dramaturgo y poeta                |
|        | Granville Sharp             | 1735       | 1813   | 77          | 1816              | Monumento                                                                               | Abolicionista                     |
|        | Percy Bysshe Shelley        | 1792       | 1822   | 29          | 1954              | Placa mural                                                                             | Poeta                             |
|        | Robert Southey              | 1774       | 1843   | 68          | 1845              | Monumento                                                                               | Poeta                             |
|        | William Makepeace Thackeray | 1811       | 1863   | 52          | 1865              | Busto                                                                                   | Autor                             |
|        | James Thomson               | 1700       | 1748   | 47          | 1762              | Monumento                                                                               | Poeta y dramaturgo                |
|        | Dylan Thomas                | 1914       | 1953   | 39          | 1982              | Placa conmemorativa en el suelo                                                         | Poeta y autor                     |
|        | Anthony Trollope            | 1815       | 1882   | 67          | 1993              | Placa conmemorativa en el suelo                                                         | Autor                             |
| ...    | William Vincent             | 1739       | 1815   | 76          | c.1815 1          | Monumento                                                                               | Deán de Westminster               |
|        | Oscar Wilde                 | 1854       | 1900   | 46          | 1995              | Placa en la ventana conmemorativa                                                       | Dramaturgo y autor                |
|        | William Wordsworth          | 1770       | 1850   | 80          | 1854              | Monumento                                                                               | Poeta                             |
|        | James Wyatt                 | 1746       | 1813   | 67          | ...               | Monumento                                                                               | Arquitecto                        |

## Poetas de la I Guerra Mundial
16 poetas participaron en la I Guerra Mundial a los que se les rinde homenaje en Poets' Corner por medio de una losa de pizarra con sus nombres inscritos en ella. La placa fue inaugurada el 11 de noviembre de 1985 con motivo del 67.º aniversario de la firma del armisticio. 
| Imagen                          | Poeta             | Nacimiento | Muerte | Edad al comienzo de la guerra | Notas servicio militar                                                                                           | Notas Artísticas |
| ------------------------------- | ----------------- | ---------- | ------ | ----------------------------- | --- | ---------------- |
|                                 | Richard Aldington | 1892       | 1962   | 22                            | Alistado 1916 Licenciado 1917 Teniente Royal Sussex Regiment                                                     | ...              |
|                                 | Laurence Binyon   | 1869       | 1943   | 44                            | Voluntario durante 1915 y 1916 en Hôpital Temporaire d'Arc-en-Barrois Hospital británico para soldados franceses | ...              |
|                                 | Edmund Blunden    | 1896       | 1974   | 17                            | Licenciado agosto de 1915 Teniente Royal Sussex Regiment                                                         | ...              |
|                                 | Rupert Brooke †   | 1887       | 1915   | 27                            | Licenciado agosto de 1914 Subteniente temporal Royal Naval Volunteer Reserve                                     | ...              |
| ...                             | Wilfrid Gibson    | 1878       | 1962   | 35                            | Rechazado en varias ocasiones se alista en octubre de 1917 Nunca entró en acción.                                | ...              |
|                                 | Robert Graves     | 1895       | 1985   | 19                            | Alistado 1914 | ...              |
|                                 | Julian Grenfell † | 1888       | 1915   | 26                            | Alistado 1910 Capitán (a su muerte) Royal Dragoons                                                               | ...              |
| ...                             | Ivor Gurney       | 1890       | 1937   | 23                            | | ...              |
| Archivo:David Jones (poeta).jpg | David Jones       | 1895       | 1974   | 18                            | Royal Welch Fusiliers                                                                                            | ...              |
|                                 | Robert Nichols    | 1893       | 1944   | 20                            | Alistado en 1914 Royal Artillery                                                                                 | ...              |
|                                 | Wilfred Owen †    | 1893       | 1918   | 21                            | Alistado en 1915 Licenciado en junio de 1916 Teniente                                                            | ...              |
| ...                             | Herbert Read      | 1893       | 1968   | 20                            | Capitán | ...              |
|                                 | Isaac Rosenberg † | 1890       | 1918   | 23                            | Alistado en octubre de 1915.                                                                                     | ...              |
|                                 | Siegfried Sassoon | 1886       | 1967   | 27                            | Alistado en 1914 Licenciado en mayo de 1915 Capitán                                                              | ...              |
|                                 | Charles Sorley †  | 1895       | 1915   | 19                            | Alistado en 1914 Capitán                                                                                         | ...              |
|                                 | Edward Thomas †   | 1878       | 1917   | 36                            | Alistado en julio de 1915 Licenciado en noviembre de 1916                                                        | ...              |

## Royal Ballet
El 17 de noviembre de 2009 una placa conmemorativa de piedra fue dedicada a los cuatro fundadores del Royal Ballet.
| Imagen | Nombre            | Nacimiento | Muerte | Edad | Notas |
| ------ | ----------------- | ---------- | ------ | ---- | ----- |
|        | Ninette de Valois | 1898       | 2001   | 102  | ...   |
| ...    | Frederick Ashton  | 1904       | 1988   | 84   | ...   |
|        | Constant Lambert  | 1905       | 1951   | 45   | ...   |
|        | Margot Fonteyn    | 1919       | 1991   | 71   | ...   |

## Fuera de Poets' Corner
Algunos poetas y escritores son homenajeados en algún lugar de la abadía de Westminster aunque no en el Rincón de los Poetas.
| Imagen | Nombre                 | Nacimiento | Muerte | Edad  | Año homenaje | Detalles                        | Notas                   |
| ------ | ---------------------- | ---------- | ------ | ----- | ------------ | ------------------------------- | ----------------------- |
| ...    | Robert Ayton           | 1570       | 1638   | 67–68 |              | Busto                           | Poeta                   |
|        | Aphra Behn             | 1640       | 1689   | 48    |              | Lápida                          | Autor y dramaturgo      |
|        | Edward Bulwer Lytton   | 1803       | 1873   | 69    |              | Lápida                          | Autor y poeta           |
|        | John Bunyan            | 1628       | 1688   | 59    | 1912         | Ventana conmemorativa           | Autor                   |
|        | Margaret Cavendish     | 1623       | 1673   | 69–70 |              | Monumento                       | Autor y poeta           |
|        | William Cavendish      | 1592       | 1676   | 84    |              | Monumento                       | Dramaturgo y poeta      |
|        | William Congreve       | 1670       | 1729   | 58    | c.1730       | Monumento                       | Dramaturgo y poeta      |
|        | Noël Coward            | 1899       | 1973   | 73    | 1984         | Placa conmemorativa en el suelo | Dramaturgo y compositor |
|        | William Cowper         | 1731       | 1800   | 68    | 1876         | Ventana conmemorativa           | Poeta                   |
|        | Wentworth Dillon       | 1637       | 1685   | 47–48 |              | Sepulcro sin marcas.            | Poeta                   |
|        | Benjamin Disraeli      | 1804       | 1881   | 76    | 1884         | Estatua                         | Autor                   |
|        | George Herbert         | 1593       | 1633   | 39    | 1876         | Ventana conmemorativa           | Poeta y orador          |
|        | Robert Howard          | 1626       | 1698   | 72    |              |                                 | Dramaturgo              |
|        | Charles Kingsley       | 1819       | 1875   | 55    | 1875         | Busto                           | Autor                   |
|        | James R. Lowell        | 1819       | 1891   | 72    |              | Tablilla                        | Poeta                   |
|        | F. D. Maurice          | 1805       | 1872   | 66    | 1932         | Busto                           | Autor                   |
|        | Anne Oldfield          | 1683       | 1730   | 47    |              | Lápida                          | Actriz                  |
|        | Henry Spelman          | c.1564     | 1641   | 76–77 |              | Lápida                          | Anticuario              |
|        | Arthur P. Stanley      | 1815       | 1881   | 65    | 1884         | Tumba y efigie                  | Autor                   |
|        | Ralph Vaughan Williams | 1872       | 1958   | 86    | 1958         | Placa conmemorativa en el suelo | Compositor              |
|        | Isaac Watts            | 1674       | 1748   | 74    | 1779         | Monumento                       | Compositor de himnos    |